# Hibiscus fleckii
Hibiscus fleckii är en malvaväxtart som beskrevs av Gürke och Schinz. Hibiscus fleckii ingår i Hibiskussläktet som ingår i familjen malvaväxter. Inga underarter finns listade i Catalogue of Life.